# Donald Thobega
Donald Thobega (Ramotswa, 21 ottobre 1979 – Lobatse, 28 marzo 2009) è stato un calciatore botswano, di ruolo centrocampista.

## Biografia
Morì in un incidente stradale.